# Distretto di Qixing
Il distretto di Qixing (七星区S, Qīxīng QūP) è un distretto della Cina, situato nella regione autonoma di Guangxi e amministrato dalla prefettura di Guilin.